# Студеник
 Студеник  — деревня в Лесном муниципальном округе Тверской области.

## География
Находится в северо-восточной части Тверской области на расстоянии приблизительно 10 км по прямой на север-северо-восток по прямой от районного центра села Лесного.

## История
Деревня уже была отмечена на карте 1825 года. В 1859 году здесь (деревня Весьегонского уезда Тверской губернии) было учтено 12 дворов. До 2019 года входила в состав ныне упразднённого Бохтовского сельского поселения.

## Население
Численность населения: 97 человек (1859 год), 6 (русские 100 %) в 2002 году, 5 в 2010.